# Record Collection
Record Collection ist ein Independent-Label, welches 2002 von Mike Piscitelli und Jordan Tappis in Venice, Kalifornien gegründet wurde. 2005 gab Record Collection auch Produzent Dave Sardy als Eigentümer an.
Zunächst war Records Collection ein Teil der Warner Music Group, bis das Label komplett eigenständig wurde. Eine ganze Reihe von bekannten Künstlern sind dort unter Vertrag, so z. B. John Frusciante (ehemaliger Gitarrist der Red Hot Chili Peppers), The Walkmen, MURS, Brother Reade, The Cubical and Simon Dawes. 2007 veröffentlichte Record Collection den Soundtrack zu Spider-Man 3 mit Stücken von u. a. Snow Patrol, The Killers und The Yeah Yeah Yeahs.

## Künstler
- Eisley
- Simon Dawes
- Kate Earl
- Hot Hot Heat
- John Frusciante/Ataxia
- MURS
- The Walkmen
- Wassup Rockers
- Spider-Man 3
- The Cubical
- Mt. Egypt
- Brother Reade
- Blessthefall
- Greeley Estates
- Rolling Blackouts